# Oliver Widmer
Oliver Widmer (* 24. März 1965 in Zürich) ist ein Schweizer Opernsänger (Bassbariton).

## Leben und Werk
Widmer wurde an der Musikhochschule Basel bei seinem Vater Kurt Widmer ausgebildet. Von 1986 bis 1989 nahm er an Kursen der Meisterklasse von Dietrich Fischer-Dieskau in Berlin und bei Silvana Bazzoni in Rom teil. Er vervollständigte seine Ausbildung am Internationalen Opernstudio Zürich.
Er sang unter anderem bei den Salzburger Festspielen, den Straßburger Musikfestspielen, in Konzerten des Wiener Musikverein, in der San Francisco Symphony Hall und im Gewandhaus Leipzig. Seit 1991 ist er am Opernhaus Zürich engagiert.
Widmer erhielt Auszeichnungen beim Musikwettbewerb der ARD in München, beim Internationalen Hugo-Wolf-Wettbewerb in Stuttgart (1987) und beim Othmar Schoeck Wettbewerb in Luzern.
Seit Februar 2011 ist Widmer mit der italienisch-österreichischen Opernsängerin Cecilia Bartoli verheiratet.